# جيرالد كار
جيرالد كار (بالإنجليزية: Gerald Carr)‏ هو فنان قصص مصورة ورسام كارتون أسترالي، ولد في 1944 في بنديجو في أستراليا.